# Луково (община Кратово)
Вижте пояснителната страница за други значения на Луково.
Луково (на македонска литературна норма: Луково) е село в източната част на Северна Македония, община Кратово.

## География
Луково е разположено на 10 километра югоизточно от Кратово в долината на Злетовската река.

## История
През 1019 година Луково се споменава като част от Скопската епархия на Охридската архиепископия.
В XIX век Луково е малко изцяло българско селце в Кратовска кааза на Османската империя. Според статистиката на Васил Кънчов („Македония. Етнография и статистика“) от 1900 г. Луково има 120 жители, всички българи християни.
В началото на XX век население на селото са под върховенството на Българската екзархия. По данни на секретаря на екзархията Димитър Мишев („La Macédoine et sa Population Chrétienne“) през 1905 година в Луково има 80 българи екзархисти.
През септември 1903 година, след сражение между чета на ВМОРО и турски аскер, селото е запалено и ограбено от войската, което принуждава местните жители да търсят подслон по други места.
При избухването на Балканската война в 1912 година 3 души от Луково са доброволци в Македоно-одринското опълчение.

## Личности
Родени в Луково
- Анания Павлов (1878 – ?), български революционер от ВМОРО, четник на Атанас Бабата[6]
- Мино Станков (1895 – 1988), сърбомански четнически войвода
- Наум Цеков, деец на ВМРО[7]
- Петър Ангеловски (1943 – 1999), биолог от Северна Македония

Починали в Луково
- Александър Соколов (? – 1903), български революционер от ВМОРО
- Григор Манасиев (? – 1903), български революционер, войвода на ВМОРО;
- Иван Топчев (1869 – 1903), български революционер, войвода на ВМК и ВМОРО;
- Милан Стоилов (1881 – 1903), революционер и македонист
- Никола Дечев (1880 – 1903), български революционер, велешки войвода на ВМОРО;
- Юлий Розентал (1872 – 1903), български поет и революционер.